# 沖縄んアイドル
『沖縄んアイドル〜うちなー最大のスカウトミッション〜』（おきなわんアイドル うちなーさいだいのスカウトミッション）は、琉球放送（RBCテレビ）とライジングプロダクションが共同製作していたリアリティ番組である。製作局のRBCテレビでは2006年10月7日から2008年6月28日まで放送。また、2007年6月7日からは衛星放送のBS-i （現・BS-TBS）でも放送されていた。

## 概要
沖縄県出身のタレントと俳優を多数擁している芸能事務所のヴィジョンファクトリーと提携を結び、沖縄から全国区のタレントを輩出しようというコンセプトで行われていた視聴者参加型アイドル育成番組である。司会は、同事務所所属の女優・上原多香子とお笑いコンビ・キャン×キャンが務めた。スタジオパートの収録は出演者たちのスケジュールの都合上、東京のスタジオで行われていた。
地上デジタル放送およびBSデジタル放送では、標準画質映像をアップコンバートしての放送が行われていた。

## 放送局
| 放送対象地域 | 放送局   | 放送日時                              | 放送期間                                                   | 備考                     |
| ------------ | -------- | ------------------------------------- | ---------------------------------------------------------- | ------------------------ |
| 沖縄県       | 琉球放送 | 土曜 16:25 - 16:55 土曜 16:00 - 16:30 | 2006年10月7日 - 2008年3月22日 2008年4月5日 - 2008年6月28日 | 製作局                   |
| 日本全域     | BS-i     | 木曜 24:00 - 24:30                    | 2007年6月7日 - 2008年3月27日                               | 約2か月遅れ 途中打ち切り |

## オーディション結果
- 第一期オーディション（2007年3月結果発表）[3]
  - グランプリ - 宮平佳奈（みやひら かな）
  - 準グランプリ - 津覇円佳（つは まどか）、嘉数夏葵（かかず なつき）
  - ワニブックス賞 - 當間未来（とうま みき）
  - ポニーキャニオン賞 - 新嵩莉沙（あらたけ りさ）
  - エイベックス賞 - 松田瑠華（まつだ るか）
  - このうち宮平、津覇、嘉数の3人は、「伊秩弘将プロデュースによって歌手デビュー」と番組でアナウンスされたものの、この話がどうなったのかは不明である。
- 第二期オーディション（2007年11月結果発表）[4]
  - インペリアルレコード賞 - 比嘉都乃
  - ポニーキャニオン賞 - 森芹菜
  - エイベックス賞 - 神谷里彩
  - ヴィジョンファクトリー賞 - 大兼千里、川満彩杏、比嘉七瀬
  - グランプリ該当者は無し。
- 第三期オーディション（2008年6月結果発表）[5]
  - グランプリ - ボウエル・ミチコ・ニリアス
  - エイベックス賞 - 伊波ひな乃
  - ポニーキャニオン賞 - 比嘉真日香
  - ヴィジョンファクトリー賞 - 金城真梨乃